# Tibouchina valtherii
Tibouchina valtherii är en tvåhjärtbladig växtart som beskrevs av Célestin Alfred Cogniaux. Tibouchina valtherii ingår i släktet Tibouchina och familjen Melastomataceae. Inga underarter finns listade i Catalogue of Life.